# Telegeusidae
Telegeusidae (лат.) — семейство насекомых отряда жесткокрылых.

## Описание
Мелкие коричневые или чёрные жуки размером от 2,5 до 8 мм в длину. Голова направлена вперёд. Усики состоят из 11 сегметнтов. Губные и верхнечелюстные щупики очень длинные.

## Экология
Экология плохо изучена. Личинки, вероятно, развиваются в почве. Имаго на свет. Самки не обнаружены.

## Систематика
Включает более 20 видов в 5 родах. Род Pseudokarumia некоторые авторы включают Dascillidae.
- Telegeusis Horn, 1895 — от США до Панамы
- Platydrilus López-Pérez et Zaragoza-Caballero, 2021— Мексика
- Pseudotelegeusis Wittmer, 1976 — Тринидад, Коста-Рика, Панама
- Pseudokarumia Pic, 1931 — Коста-Рика
- Stenodrilus  López-Pérez et Zaragoza-Caballero, 2021 — Мексика

## Распространение
Встречаются на территории Северной и Южной Америки от США до Перу.